# Mike Derlagen
Mike Derlagen (Zaandam, 14 juli 1986) is een Nederlands voormalig professioneel voetballer.
Derlagen, een verdediger die veelal als linksback uitkwam kwam 2006 in de selectie van AZ terecht maar kwam daar niet uit op het hoogste niveau. Het seizoen erna speelde hij voor FC Zwolle in de eerste divisie van het betaald voetbal. Hier kwam hij als invaller in totaal in twintig wedstrijden uit. Het jaar erna zou hij nog 22 wedstrijden spelen voor de toenmalige profclub HFC Haarlem waarna zijn profloopbaan ten einde kwam. Hierna kreeg hij geen contract meer en kwam uit als amateur bij achtereenvolgens  VV Young Boys in de eerste klasse, AFC Amsterdam in de topklasse en Quick Boys in de hoofdklasse.

## Carrièrestatistieken
| Seizoen         | Club            | Land            | Competitie      | Competitie | Competitie | Beker | Beker | Internationaal | Internationaal | Overig | Overig | Totaal | Totaal |
| Seizoen         | Club            | Land            | Competitie      | Wed.       | Dlp.       | Wed.  | Dlp.  | Wed.           | Dlp.           | Wed.   | Dlp.   | Wed.   | Dlp.   |
| --------------- | --------------- | --------------- | --------------- | ---------- | ---------- | ----- | ----- | -------------- | -------------- | ------ | ------ | ------ | ------ |
| 2006/07         | AZ              | Nederland       | Eredivisie      | 0          | 0          | 0     | 0     | 0              | 0              | 0      | 0      | 0      | 0      |
| 2007/08         | FC Zwolle       | Nederland       | Eerste divisie  | 19         | 0          | 3     | 0     | 0              | 0              | 0      | 0      | 22     | 0      |
| 2008/09         | HFC Haarlem     | Nederland       | Eerste divisie  | 22         | 0          | –     | 0     | 0              | 0              | 0      | 0      | 22     | 0      |
| Carrière totaal | Carrière totaal | Carrière totaal | Carrière totaal | 41         | 0          | 3     | 0     | 0              | 0              | 0      | 0      | 44     | 0      |